# Henry Vaughan
Henry Vaughan (Newton St. Bridget, País de Gales, 17 de abril de 1621 − Llansantffraed, 23 de abril de 1695) foi um poeta metafísico galês, autor e tradutor que escreveu em inglês.

## Vida
Sua poesia religiosa apareceu em Silex Scintillans em 1650, com uma segunda parte em 1655. Em 1646 publicou seus Poems, with the Tenth Satire of Juvenal Englished. Enquanto isso, ele foi persuadido pela leitura do poeta religioso George Herbert a renunciar ao "verso ocioso". A prosa Mount of Olives and Solitary Devotions (1652) mostram sua autenticidade e profundidade de convicções. Seguiram-se mais dois volumes de versos seculares, ostensivamente sem sua sanção, mas é seu verso religioso que foi aclamado. Ele também traduziu obras morais e religiosas curtas e duas obras médicas em prosa. Na década de 1650, ele começou uma prática médica ao longo da vida.

## Obras
- Poems, with the Tenth Satire of Juvenal Englished (1646), inclui uma tradução de uma Sátira do poeta latino Juvenal.[4]
- Olor Iscanus (1647, publicado em 1651)[4]
- Silex Scintillans (1650 e 1655)
- Mount of Olives, or Solitary Devotions (1652)
- Flores Solitudinis (1654)
- Hermetical Physics (1655), traduzido do latim de Henry Nollius
- The Chymists Key (1657), traduzido do latim de Henry Nollius
- Várias traduções do latim contribuíram para Humane Industry de Thomas Powell (1661)
- Thalia Rediviva (1678), uma coleção conjunta de poesia com seu irmão Thomas Vaughan, após a morte de Thomas[5]